# Málinkó-szövőmadár
A málinkó-szövőmadár (Ploceus cucullatus) a madarak (Aves) osztályának verébalakúak (Passeriformes) rendjébe, ezen belül a szövőmadárfélék (Ploceidae) családjába tartozó faj. Egyéb nevei: sapkás szövőmadár és nagy álarcos szövőmadár.

## Rendszerezés
Egyes rendszerbesorolások a Textor nembe sorolják Textor cucullatus néven.

## Előfordulása
A málinkó-szövőmadár Afrikában a Szaharától délre nagyon elterjedt. Kivételt csak Délnyugat-Afrika és Szomália száraz területei képeznek.
A Karib-tenger szigetei közül Hispaniola szigetére (melyen ma Haiti és a Dominikai Köztársaság található) Puerto Ricóra és Martinique szigetére betelepítették; egyes szigeteken a mezőgazdaság fő kártevője. Ezeken kívül mint betelepített faj él Mauritius és Réunion szigetein is.

## Alfajai
- Ploceus cucullatus abyssinicus
- Ploceus cucullatus bohndorffi
- Ploceus cucullatus collaris
- Ploceus cucullatus cucullatus
- Ploceus cucullatus frobenii
- Ploceus cucullatus graueri
- Ploceus cucullatus spilonotus

## Megjelenése
Testhossza 15–17 centiméter, szárnyfesztávolsága 8–10 centiméter. A hím feje és torka sötétbarna, háta barna, fehér mintával, hasoldala pedig sárga. A tojó világosabb, mint a hím, és torka is sárga.
|  |  |  |

## Életmódja
A málinkó-szövőmadár kolóniákat alkot, merész, élénk és hangos. Tápláléka magokból áll, de fiókáit rovarokkal táplálja.

## Szaporodása
A hím csak második életévében válik ivaréretté. Egy tojónak egy költési szezonban akár három partnere is lehet. A költési időszak területenként változó. A fészket pálmacsíkok és fűszálak köré építi a madár. A fészkek egy-egy fán akár százával is előfordulnak. A költések száma idényenként 1-3 is lehet. Egy fészekalj 2-3 tojásból áll, ezek különböző színűek lehetnek: fehér, rózsaszín, kék vagy zöldes színű; egyszínű vagy vörösesbarna mintával. A kotlás 14 napig tart, és csak a tojó ül a tojásokon. A tojások kikelése után, néhány nap múlva, a tojó elhagyja a fészket és más társat választ. A fiókákat főként a hím táplálja. A kirepülés körülbelül 3 hét után következik be.
|  |  |